# Liste der Kulturgüter in Mandach
Die Liste der Kulturgüter in Mandach enthält alle Objekte in der Gemeinde Mandach im Kanton Aargau, die gemäss der Haager Konvention zum Schutz von Kulturgut bei bewaffneten Konflikten, dem Bundesgesetz vom 20. Juni 2014 über den Schutz der Kulturgüter bei bewaffneten Konflikten sowie der Verordnung vom 29. Oktober 2014 über den Schutz der Kulturgüter bei bewaffneten Konflikten unter Schutz stehen.
Objekte der Kategorie A sind im Gemeindegebiet nicht ausgewiesen, Objekte der Kategorie B sind vollständig in der Liste enthalten,  Objekte der Kategorie C fehlen zurzeit (Stand: 1. Januar 2023). Unter übrige Baudenkmäler sind weitere geschützte Objekte zu finden, die in der Bau- und Nutzungsordnung der Gemeinde verzeichnet und nicht bereits in der Liste der Kulturgüter enthalten sind.

## Kulturgüter
| Foto |                                                                 | Objekt                                                | Kat. | Typ | Standort                      | Beschreibung |
| ---- | --------------------------------------------------------------- | ----------------------------------------------------- | ---- | --- | ----------------------------- | ------------ |
| BW   | Datei hochladen · Wikidata zu Römische Warte (Q105575458)       | Römische Warte KGS-Nr.: 15559                         | B    | F   | Mandacher-Egg 656921 / 266010 |              |
| BW   | Datei hochladen · Wikidata zu Burgstelle Wessenberg (Q19276110) | Mittelalterliche Burgstelle Wessenberg KGS-Nr.: 15565 | B    | F   | Wessenberg 655223 / 266985    |              |

## Übrige Baudenkmäler
| ID  | Foto |                                                                | Objekt                | Typ | Standort                        | Beschreibung |
| --- | ---- | -------------------------------------------------------------- | --------------------- | --- | ------------------------------- | ------------ |
| 901 | ja   | Datei hochladen · Wikidata zu Reformierte Kirche .. (Q1418874) | Reformierte Kirche    | G   | Unterdorf 108.3 656279 / 266501 |              |
| 902 | BW   | Datei hochladen                                                | Pfarrhaus             | G   | Pfründmatt 35 656273 / 266574   |              |
| 903 | BW   | Datei hochladen                                                | Pfarrscheune          | G   | Pfründmatt 35.1 656255 / 266576 |              |
| 904 | BW   | Datei hochladen                                                | Wohnhaus Meierhof     | G   | Oberdorf 161 656142 / 266374    |              |
| 905 | BW   | Datei hochladen                                                | Bauernhaus            | G   | Schattengasse 7 656322 / 266425 |              |
| 906 | BW   | Datei hochladen                                                | Ehemaliges Bauernhaus | G   | Schattengasse 2 656370 / 266415 |              |
| 908 | BW   | Datei hochladen                                                | Alte Trotte           | G   | Trottenmatte 656706 / 266438    |              |

Hinweis zur Legende: Anstelle der KGS-Nummer wird als Objekt-Identifikator (ID) die Inventarnummer in der Bau- und Nutzungsordnung verwendet.